# Allostaffia
Allostaffia, voorheen bekend als Staffia, is een geslacht uit de fossiele zoogdierorde Haramiyida.  Het is het enige Afrikaanse geslacht van de orde. De enige soort is A. aenigmatica. Hoewel hij hier tot de familie Haramiyidae wordt gerekend, is het mogelijk een lid van de Eleutherodontidae. Het dier is bekend van het Kimmeridgien tot het Tithonien (Laat-Jura) van Tendaguru in Tanzania. Het is de jongst bekende soort van de orde.